# دتش والاس
دتش والاس (بالإنجليزية: Dutch Wallace)‏ هو لاعب كرة قدم أمريكية أمريكي، ولد في 18 أبريل 1900 في آكرون في الولايات المتحدة، وتوفي في 1 فبراير 1977.

## وصلات خارجية
- دتش والاس على موقع مرجع كرة القدم المحترفة.كوم (الإنجليزية)